# Baerenkopf Ignác
Baerenkopf Ignác, névváltozatok: Bärenkopf, Bernkopf, Baerenkoff, Pernkow (Komárom, 1741. július 13. – Nagyszombat, 1809. április 19.) katolikus püspök, jezsuita szerzetes.

## Élete
1758. október 14-én Bécsben a jezsuita rendbe lépett. A bölcseletet Nagyszombatban, a teológiát Bécsben végezte, itt hittudor lett; tanított Pozsonyban, Pécsett, azután a bécsi, majd nagyszombati nemes ifjak kollégiumának volt igazgatója. A szerzet föloszlatása (1773) után Illésházy István gróf házában volt nevelő. 1783-ban pozsonyi kanonok lett és II. Lipót gissingeni címzetes apáttá nevezte ki. 1795. július 15-én Pozsonyból Esztergomba helyezték át, préposttá, és 1805. január 4-én rosoni választott püspök, január 21-én szenttamási prépost, november 1-jén pedig az életbe lépett papnevelő intézet első rektorává nevezték ki és a következő év január 5-én rizanói püspöki címet nyert. 1804 és 1808 a pesti egyetemen újra helyreállított teológiai kar igazgatója lett.

## Munkái
- Vindiciae coelibatus ecclesiarum occidentis, contra nuperos quosdam scriptores. Augustae Vind., 1787 (Flaminius Cephalius névvel)
- De dominio nobilium Hungariae deque cladis ad Mohácsium causa. Posonii et Comaromii, 1790
- De jure coronandarum reginarum Hungariae disquisitio. Posonii, 1792
- Methodus recte gubernandi parochiam et dirigendi animas in s. tribunali. Tyrnaviae, 1803

Kéziratban hagyott: De tolerantia czimű vaskos kötete, továbbá: Publico-politica projecta és Recursus ad suam majestatem contra impunitatem apostasiae (1790.) című kéziratai az esztergomi főegyház könyvtárában őriztetnek.